# Pebble 2
Pebble 2 är tredje generationens smarta klocka från Pebble Technology Corporation och släpps 24 maj 2016, även denna gång på Kickstarter.
Pebble 2 är en uppdaterad version av företagets allra första smarta klocka, Pebble. Den kommer i fem olika färgkombinationer - Flame, Aqua, Black, White och Lime.
Förutom en något annorlunda design är Pebble 2 20% mindre än originalet.

## Pebble Time 2
Pebble Time 2 är en uppdaterad version av föregående generations exklusivare modell, Pebble Time Steel. Den släpps liksom sin föregångare i tre olika färger - Black, Gold samt Silver.
Time 2 kommer även med en optisk pulsmätare inbyggd på baksidan av klockan. Klockan har 53% större skärm än föregångaren.

## Pebble Core
Samtidigt släpps också en mindre enhet kallad Pebble Core som saknar skärm, men istället försetts med ett 3G-modem, GPS, hörlursutgång och Spotify-integration. Denna enhet använder Android 5.0 som operativsystem.
Till skillnad mot företagets smarta klockor är Pebble Core inte vattentät.
Core kommer ha en batteritid på upp till 9 timmar vid användning av platsspårning och offline musik. Den kommer kunna laddas genom USB-kabel, men även ett valfritt trådlöst laddningsalternativ som tillval kommer finnas.

## Tekniska specifikationer
|                           | Pebble 2                                                                    | Pebble Time 2                                                             | Pebble Core |
| ------------------------- | --------------------------------------------------------------------------- | ------------------------------------------------------------------------- | --- |
| Dimensioner               | Hölje: 39.5 x 30.2 x 11.3 mm Vikt: 31,7g                                    | Hölje: 40.5mm x 37.5mm x 10.5mm Vikt: 64,6g                               | Hölje: 40mm x 40mm x 20mm Vikt: 50g                                                                               |
| Trådlöst                  |                                                                             |                                                                           | 3G, WiFi, Bluetooth                                                                                               |
| Lagringsutrymme           | 8 MB                                                                        | 16 MB                                                                     | 4 GB |
| Display                   | 144 x 168 pixlars hög kontrast svart/vit skärm                              | 200 x 228 pixlars 64 färgers skärm                                        | - |
| Ström och batteri         | Upp till 7 dagar                                                            | Upp till 10 dagar                                                         | Upp till 4 timmar vid GPS/strömmad musik Upp till 9 timmar vid GPS/lagrad musik Upp till 11 timmar vid enbart GPS |
| Material                  | Klockhölje: Polykarbonat + 10% glasfiber Skärm: Platt Corning Gorilla Glass | Klockhölje: Marinklassat rostfritt stål Skärm: Böjt Corning Gorilla Glass | Polykarbonat och gummi                                                                                            |
| Beräknat försäljningspris | 129 dollar                                                                  | 199 dollar                                                                | 99 dollar |
| Kickstarterpris           | 99-109 dollar                                                               | 169-179 dollar                                                            | 69-79 dollar |
| Beräknad leverans         | september 2016                                                              | november 2016                                                             | januari 2017 |